# Backstrom (TV-serie)
Backstrom är en amerikansk TV-serie som hade premiär den 22 januari 2015 på TV-kanalen FOX, och på svenska TV3 den 1 februari 2015. Huvudrollskaraktären Everett Backstrom som spelas av Rainn Wilson är baserad på Leif G.W. Perssons romanfigur Evert Bäckström. . Serien består av 13 avsnitt. Den 8 maj 2015 meddelade manusförfattaren Hart Hanson att serien läggs ner på grund av dåliga tittarsiffror .

## Bakgrund
Huvudartikel: Evert Bäckström
I februari 2012 tillkännagavs att det amerikanska produktionsbolaget 20th Century Fox har köpt rättigheterna till romansviten om rollfiguren Evert Bäckström från Linda- som i Lindamordet och Den som dödar draken, och att böckerna ska bli tv-serie i USA. Persson uppgav för DN att det för hans del rör sig om omkring hundra miljoner på banken. Efter att TV-bolaget CBS först underkänt pilotavsnittet blev det i januari 2014 klart att tv-bolaget Fox beställt 13 avsnitt med Everett Backstrom, verksam som polis på Serious Crimes Unit i Portland, Oregon. Manusskrivare är Hart Hanson, som tidigare gjort succé på kanalen med serien Bones, och huvudrollen spelas av Rainn Wilson, känd från The Office.

## Handling
Backstrom handlar om Everett Backstrom (Rainn Wilson) som är en "överviktig och grinig" polis som kämpar med självdestruktiva tendenser. Han är medlem av en grupp excentriska kriminologer vid polisen i Portland.

## Skådespelare och karaktärer

### Huvudroller
- Rainn Wilson som Detective Everett Backstrom
- Genevieve Angelson som Detective Nicole Gravely, Backstroms andreman.
- Page Kennedy som Officer Frank Moto, medlem av Special Crimes Unit.
- Kristoffer Polaha som Peter Niedermayer.
- Dennis Haysbert som Detective John Almond, en slags religiös man som varit gift i 30 år.
- Beatrice Rosen som Nadia Paquet, en franskfödd civilanställd IT-expert som brukar hjälpa Special Crimes Group.
- Thomas Dekker som Gregory Valentine, Backstroms inredare och "underworld connection".

### Gästskådespelare
- Ben Hollingsworth som Steve Kines
- Sarah Chalke som Amy Gazanian, ordförande för Civilian Oversight Committee
- Inga Cadranel som polischef Anna Cervantes
- Nicholas Bishop
- Rizwan Manji
- Tiffany Hines